# Evolved Strategic Satellite
Pour les articles homonymes, voir ESS.
Evolved Strategic Satellite ou ESS est  une constellation de satellites de télécommunications militaires américains en cours de développement pour répondre aux besoins l'United States Space Force. Ils serviront à relayer des communications sécurisées des Forces armées des États-Unis pour répondre à la fois à des besoins tactiques et stratégiques durant des conflits, y compris en cas de guerre nucléaire. Ces satellites qui doivent prendre la suite des AEHF devraient commencer à être déployés vers 2025.

## Historique
Le Space Systems Command (en), composant de la United States Space Force responsable du développement, de l'acquisition, du déploiement et du soutien des systèmes spatiaux militaires, a lancé en 2020 le développement des satellites Evolved Strategic Satellite qui doivent commencer à remplacer la série des AEHF à compter de 2025. Alors que la production des AEHF était confiée à Lockheed Martin, l'armée américaine a décidé de passer commande de prototypes auprès de trois constructeurs (Boeing, Northrop Grumman et Lockheed Martin) qui devront être lancés d'ici 2025 avant de sélectionner l'industriel gagnant. Pour construire ces prototypes, 298 millions US$ ont été alloués à chacun des postulants en septembre/octobre 2020. 